# Ekumeniska kommuniteten i Bjärka-Säby
Ekumeniska Kommuniteten i Bjärka-Säby (EKiBS) är en gemenskap av människor som vill stödja varandra att gå en gemensam väg i Kristi efterföljd. Medlemmarna tillhör olika kyrkor och en av kommunitetens viktigaste kallelser är att på bönens väg utforska och synliggöra den kristna enheten.
EKiBS är en lekmannakommunitet bestående av människor som lever på olika håll i Sverige och övriga Norden. 
Ekumeniska Kommuniteten firar gudstjänst och har sammankomster, i samverkan med lokala församlingar, på en rad platser i Skandinavien. Bjärka-Säby, två mil söder om Linköping, utgör centrum för kommuniteten. Kommunitetens föreståndare är Jonas Eveborn, som 2017 efterträdde Peter Halldorf. EKiBS har två visitatorer, Fredrik Lignell, pastor i Evangeliska Frikyrkan, och Esbjörn Hagberg, biskop emeritus i Svenska Kyrkan.

## Historik och verksamhet
Kommunitetslivet i Bjärka-Säby tog sin början 1996 när Sionförsamlingen (numera Pingstkyrkan i Linköping) skapade möjlighet för människor att under en begränsad period av ett eller två år gestalta ett liv i gemenskap i ekumenisk anda på Nya Slottet Bjärka-Säby. Intentionen från donationen av Nya Slottet från släkten Ekman till Sionförsamlingen 1980 fick därmed ytterligare ett konkret uttryck.
Genom kommunitetens närvaro på platsen fick miljön ett dagligt gudstjänstliv vilket tillsammans med retreater och olika slag av möten arrangerade av tidskriften Pilgrim gjorde Bjärka-Säby till en allt viktigare ekumenisk mötesplats. Det ledde med tiden till framväxten av en utvidgad kommunitet, samtidigt som det tidigare kommunitetslivet fortsatte att gestaltas så som ett husfolk på platsen. Konstituerandet av kommuniteten i dess utvidgade form skedde på pingstdagen 2008, med målsättning att vara ett stöd att leva i Kristi efterföljd på den plats där var och en som tillhör EKiBS bor. 
Genom att följa en regel får kommunitetens medlemmar vägledning och näring för sitt kristna liv utifrån den spiritualitet som präglar dess gemenskap. Regeln kan tillämpas av den som lever i såväl äktenskap som celibat. Den spiritualitet som format kommuniteten har sina viktigaste källor i Bibeln och i den odelade kyrkans tro och liv. Kommuniteten har funnit inspiration i såväl öst som väst i den kristna traditionen, dess teologi, spiritualitet och monastiska liv. Ekumeniska Kommuniteten firar idag tideböner och gudstjänster på en rad platser i Norden, i samverkan med lokala församlingar. En viktig del av EKiBS arbete är att ordna retreater på flera olika platser i Norden.  
EKiBS ger ut tidskriften Pilgrim, en ekumenisk tidskrift för andlig vägledning. Vidare har EKiBS ett bokförlag, som bland annat ger ut tidebönsböcker. EKiBS förvaltar också den ekumeniska studie- och samtalsmiljön Johannesakademin, som bedriver översättningsarbete och arrangerar ekumeniska möten och konferenser. Johannesakademins preses är Patrik Hagman, som 2022 efterträdde professor Samuel Rubenson.  
Fram till år 2021 hade EKiBS sin bas på Nya Slottet, som ligger i Bjärka-Säby. Men efter att slottets ägare, Pingstkyrkan i Linköping, den 28 februari 2021 sagt upp ett samarbetsavtal med Ekumeniska kommuniteten, har verksamheten spridits ut mer. Bland annat har Ekumeniska Kommuniteten och Pilgrim nu kontor i Linköping, och där finns också Johannesakademins bibliotek, med litteratur inom teologi och kyrkohistoria. Orten Bjärka-Säby är dock fortsatt Ekumeniska Kommunitetens centrum.  